# Nothrus espinarensis
Nothrus espinarensis är en kvalsterart som beskrevs av Beck 1962. Nothrus espinarensis ingår i släktet Nothrus och familjen Nothridae. Inga underarter finns listade i Catalogue of Life.